# Herbata czarna

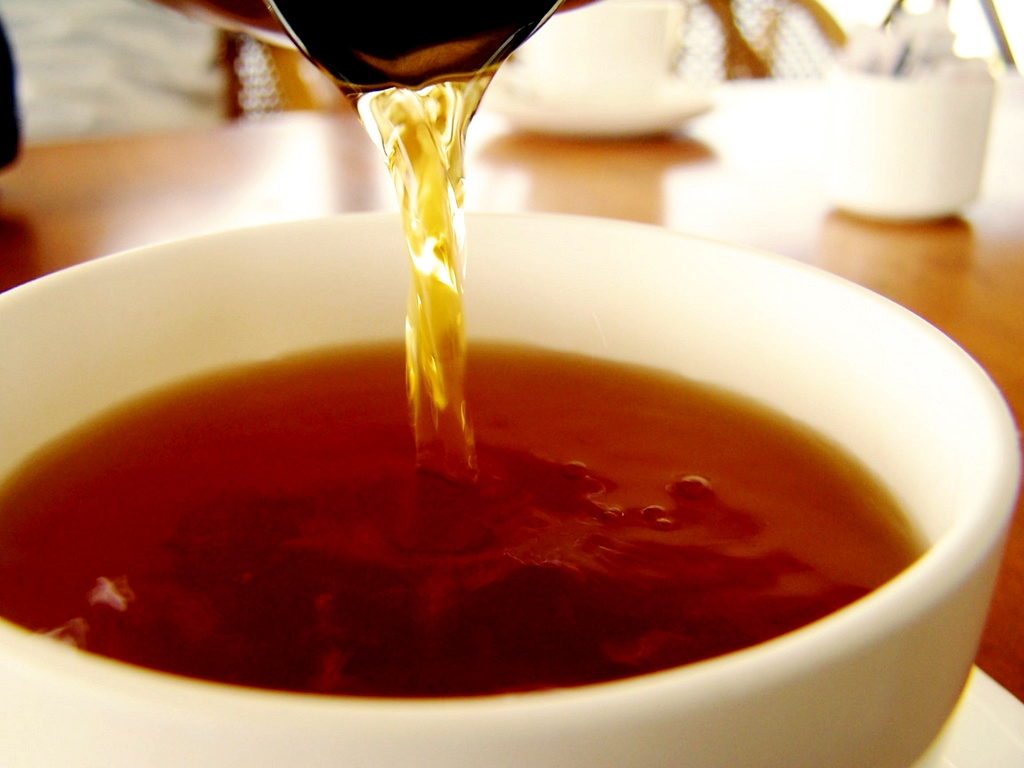
Filiżanka z czarną herbatą

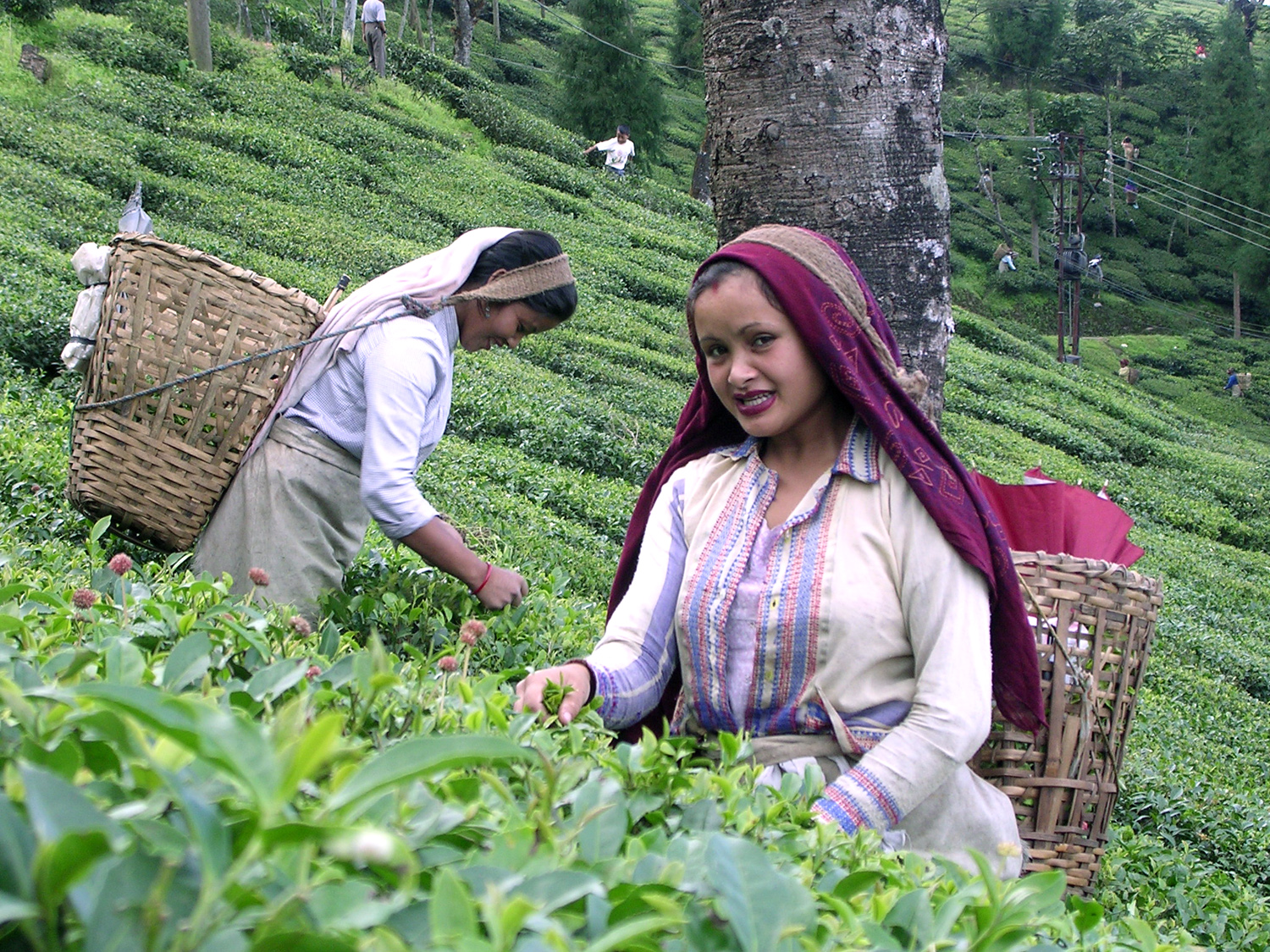
Zbiór liści herbaty w regionie Dardźyling

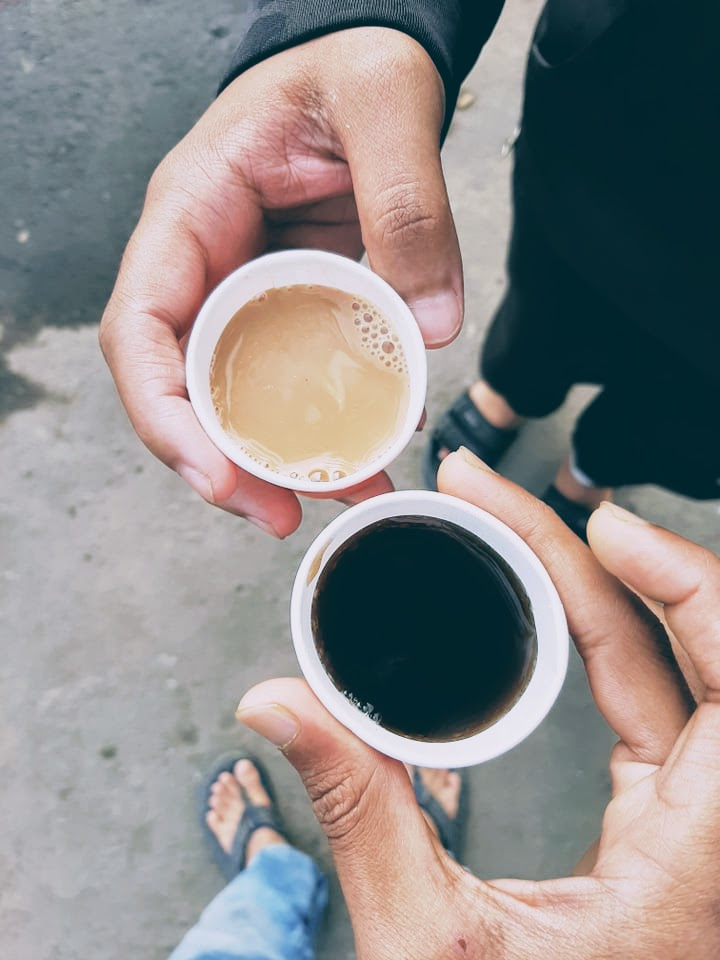
Czarna herbata i herbata z mlekiem

Herbata czarna – rodzaj herbaty, która jest bardziej utleniona niż herbata ulung, żółta, biała i zielona. Czarna herbata ma na ogół mocniejszy smak niż inne herbaty. Wszystkie cztery rodzaje wytwarza się z liści krzewu (lub małego drzewa) Camellia sinensis, z jednej z dwóch głównych odmian tego gatunku - chińskiej odmiany drobnolistnej (C. sinensis var. sinensis), stosowanej do większości innych rodzajów herbat oraz odmianę assamską o dużych liściach (C. sinensis var. assamica), która była tradycyjnie używana głównie do produkcji czarnej herbaty. 
W Chinach, skąd pochodzi czarna herbata, napój nazywa się „czerwoną herbatą”, ze względu na kolor, jaki uzyskują odpowiednio przetwarzane utlenione liście. Oprócz Chin, krajami produkcji czarnej herbaty są również: Sri Lanka, Indie, Kenia, Malawi, Argentyna, Indonezja, Wietnam i Turcja. 
Podczas gdy zielona herbata zwykle traci swój smak w ciągu roku, czarna herbata zachowuje swoje walory przez kilka lat. Z tego powodu od dawna była przedmiotem handlu, a sprasowane „cegły” czarnej herbaty służyły jeszcze w XIX wieku jako forma waluty w Mongolii, Tybecie i na Syberii.
Czarna herbata jest jednym z głównych produktów w światowym obrocie handlowym.

## Proces powstawania
Proces powstawania czarnej herbaty składa się z kilku etapów: 
- zbiór liści z krzewów herbacianych
- więdnięcie
- skręcanie
- fermentacja (działanie enzymów na polifenole katechinowe w liściach)[5]
- suszenie
- sortowanie liści[3][5]

## Rodzaje i nazwy

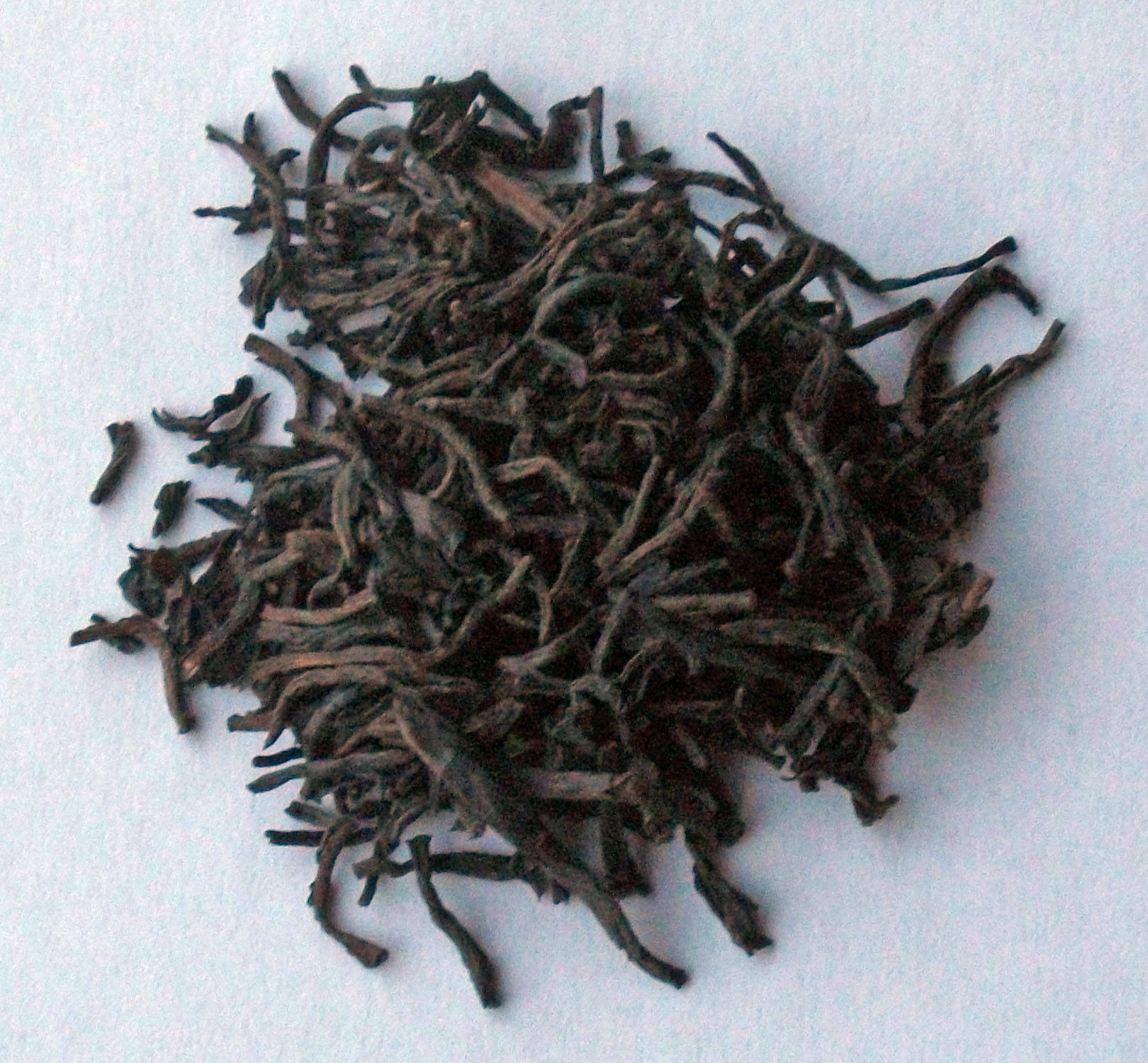
Liście czarnej herbaty cejlońskiej

Nazwy odmian czarnej herbaty pochodzą głównie od rejonu uprawy, np.:
- Chiny: herbata Yunnan (Dianhong), miejsce uprawy – prowincja Junnan
- Indie: herbata Assam, miejsce uprawy – stan Asam
- Indie: herbata Darjeeling, miejsce uprawy – Dardżyling
- Sri Lanka: herbata cejlońska, miejsce uprawy: Cejlon

Ze względu na wygląd liści, czarną herbatę klasyfikuje się także w następujący sposób:
- całe liście (ang. whole leaf)
- łamane (ang. broken)
- bardzo rozdrobnione (ang. fannings)
- pył herbaciany (ang. dust) – stosowany do produkcji herbaty rozpuszczalnej

Popularne są również mieszanki czarnej herbaty z innymi roślinami, aromatami, wyciągami z ziół i owoców, jak np.: Earl Grey tea (z olejkiem z bergamotki) i in.